# Крискевич, Вячеслав Игоревич
Вячесла́в И́горевич Криске́вич (род. 9 июля 1971, Москва, РСФСР, СССР) — российский теле- и радиожурналист, телеведущий.

## Биография
Вячеслав Крискевич родился 9 июля 1971 года в Москве.
С 1978 по 1988 год учился в школе № 479 имени маршала Чуйкова. В 1998 году окончил факультет журналистики МГУ.
С 1986 года работал в Главной редакции радиовещания для детей Гостелерадио СССР.
В 1990 году составил и прочёл первый выпуск новостей на «Эхе Москвы». В 1990—1992 и 1993—1995 годах — ведущий выпусков новостей на этой радиостанции.
Попутно, в 1992—1993 годах Крискевич работал редактором международной ассоциации клубов «Что? Где? Когда?». В 1995—1998 годах — директор ЗАО «Город-Инфо».

### Телевидение
Крискевич пришёл на телевидение в 1998 году по приглашению Сергея Корзуна. В 1998—1999 и 2000 годах вёл информационные выпуски на телеканале REN-TV, во второй период — как сотрудник ТСН.
С апреля по октябрь 1999 года вёл новостные программы на ОРТ.
С июня 2000 по апрель 2001 года Крискевич вёл выпуски телепередачи «Сегодня в столице» на канале ТНТ, производством которой занималась телекомпания НТВ. В апреле-мае 2001 года — ведущий программы «Сегодня на ТНТ» в одной группе с другими ведущими «старого» НТВ, покинувшими телеканал из-за несогласия с информационной политикой его нового руководства.
С мая 2001 по январь 2002 года — ведущий выпусков новостей «Сегодня на ТВ-6» (с сентября 2001 года — «Сейчас») на канале ТВ-6. Во время отсутствия в эфире команды Киселёва в апреле 2002 года Крискевич с группой ещё нескольких экс-сотрудников ТВ-6 решил не идти на ТВС вместе со всеми остальными, а перейти к Андрею Норкину на международный телеканал RTVi. Там с 2002 по 2004 год работал ведущим информационных выпусков «Сейчас в России» производства ЗАО «Эхо-ТВ».
С 20 декабря 2004 (постоянно — с 21 февраля 2005) по 9 апреля 2006 года — ведущий дневных и вечерних выпусков «Новостей» на «Первом канале», сменил на этом месте Игоря Выхухолева.
С сентября 2006 по июнь 2008 года — ведущий новостей «Сейчас» и воскресной итоговой программы «Главное», с весны 2006 года первый заместитель директора дирекции информационно-аналитического вещания ОАО ТРК «Петербург — Пятый канал».
С июня 2009по 2012 год работал на телеканале «Звезда» директором информационных программ и ведущим вечерних «Новостей дня».
С ноября 2012 по март 2013 года работал на телеканале «Интер» (Украина) в должности консультанта с целью проведения аудита технической базы и совершенствования производства новостей.

### Работа в других медиа
Осенью 2012 года в канун выборов в Верховную раду Украины VII созыва работал в штабе Наталии Королевской, отвечал за информационную составляющую партии «Украина — Вперёд!».
С апреля по декабрь 2013 года — главный продюсер российского видеопортала Rutube.
С февраля 2016 по ноябрь 2017 года — продюсер медиапроектов «Сбербанка».
С декабря 2019 года — директор по мультимедиа московской школы управления «Сколково».
Преподавал журналистику в студии производства фильмов и передач «АкадемияТВ».

## Личная жизнь
Женат. Воспитывает двоих детей.